# José León Delestal
José León Delestal (Ciaño, 1921- Madrid, 29 de novembre de 1989) era un escriptor, periodista, dramaturg i poeta asturià. Neix en Ciaño i en 1955 comença a treballar en Ràdio Joventut de Llangréu. De Llangréu es trasllada a Oviedo a treballar a Ràdio Oviedo. En 1969 va fundar l'associació Amigos del Bable, que fou un primer intent de recuperació de la llengua, i que es va centrar sobretot en l'edició de discos en asturià, organitzant al novembre de 1973 l'Assemblea Regional del Bable, presidida per Emilio Alarcos Llorach. En la seva llarga trajectòria professional en el món de la ràdio va aconseguir diversos premis entre els quals destaquen cinc premis Ondas i a títol pòstum la medalla d'or del concejo de Llangréu.

## Obres
- Oro negro. (1940)
- La moza, la canción y la tierrina. (1943)
- ¡Viva la xente minera!. (1947)
- Tres veces Eleazar, premi Gran Angular de 1983.

Escrigué també cançons com:
- La mina y el mar.
- Si yo fuera picador.
- Madre Asturias.
- Himno del Centro Asturiano de Madrid.
- Canto a la Manzana de Oro.
- Misa en bable.